# Goryphus formosanus
Goryphus formosanus är en stekelart som först beskrevs av Szepligeti 1916.  Goryphus formosanus ingår i släktet Goryphus och familjen brokparasitsteklar. Inga underarter finns listade i Catalogue of Life.